# اچر
اِچـِر (به مجاری: Ecser) یکی از روستاهای پِشت، نزدیک شهر بوداپست در کشور مجارستان است. این روستا با وجود قرار داشتن در کشور مجارستان، دارای اقلیتی اسلواکی نیز هست.

## موقعیت جغرافیایی
روستای اچر در جنوب شرقی شهر بوداپست در نزدیکی فرودگاه فرنتس لیست واقع شده‌است. این روستا در مسیر خط آهن بوداپست-اوی‌ساس-سولنوک و در نزدیکی بزرگراه M0 قرار دارد.

## تاریخچه
بر اساس اسناد تاریخی، قوم مجار در سال ۸۹۶ میلادی در مناطق اطراف اچر سکنی گزیدند، اما از این روستا برای نخستین بار در سندی به تاریخ ۱۵ دسامبر ۱۳۱۵ یاد شده‌است.

### نام روستا
بر اساس افسانه‌های مجار، نام روستا را یکی از شاهزاده‌های مشهور قبایل مجار به نام آرپاد انتخاب کرده‌است. او که برای استراحت در این روستا توقف کرده بوده، نام روستا را از اهالی می‌پرسد. اهالی در پاسخ دادن به وی درمی‌مانند و او با اشاره به درخت بلوطی که در آن اطراف بوده دستور می‌دهد که نام درخت را بر روستا نهند. درخت بلوط در زبان مجاری «چِر» (Cser) خوانده می‌شود.

### دوره عثمانی و پس از آن
در دوران تسلط امپراتوری عثمانی بر بخش‌های شرقی اروپا بین سال‌های ۱۵۲۶ تا ۱۶۸۶ میلادی، و به ویژه پس از محاصره بخش بودا، روستای اچر از رونق افتاد و متروکه شد. در حدود سال ۱۶۹۹، رفته‌رفته مردم برای سکونت به اچر بازگشتند و روستا رونق پیشین خود را بازیافت، بطوریکه در جنگ استقلال راکوتسی، تعداد یازده سرباز از اچر برای جنگ اجیر شده بودند.

### مهاجرت اسلواکی‌ها
در اوایل قرن ۱۸ میلادی، کنت آنتال گراسالکویچ، حاکم و مالک روستا، تعدادی مردم اسلواکی‌تبار را این روستا اسکان داد.

## نشان‌های اچر
روستای اچر دارای ۳ نشان مهم است، که هرسه در نشان رسمی روستا نقش بسته‌اند:
- کلیسای کاتولیک روستا، ساخته شده در سال ۱۷۴۰
- رقص محلی روستا که به «رقص عروسی اچر» مشهور است.
- درخت بلوط

## نگارخانه

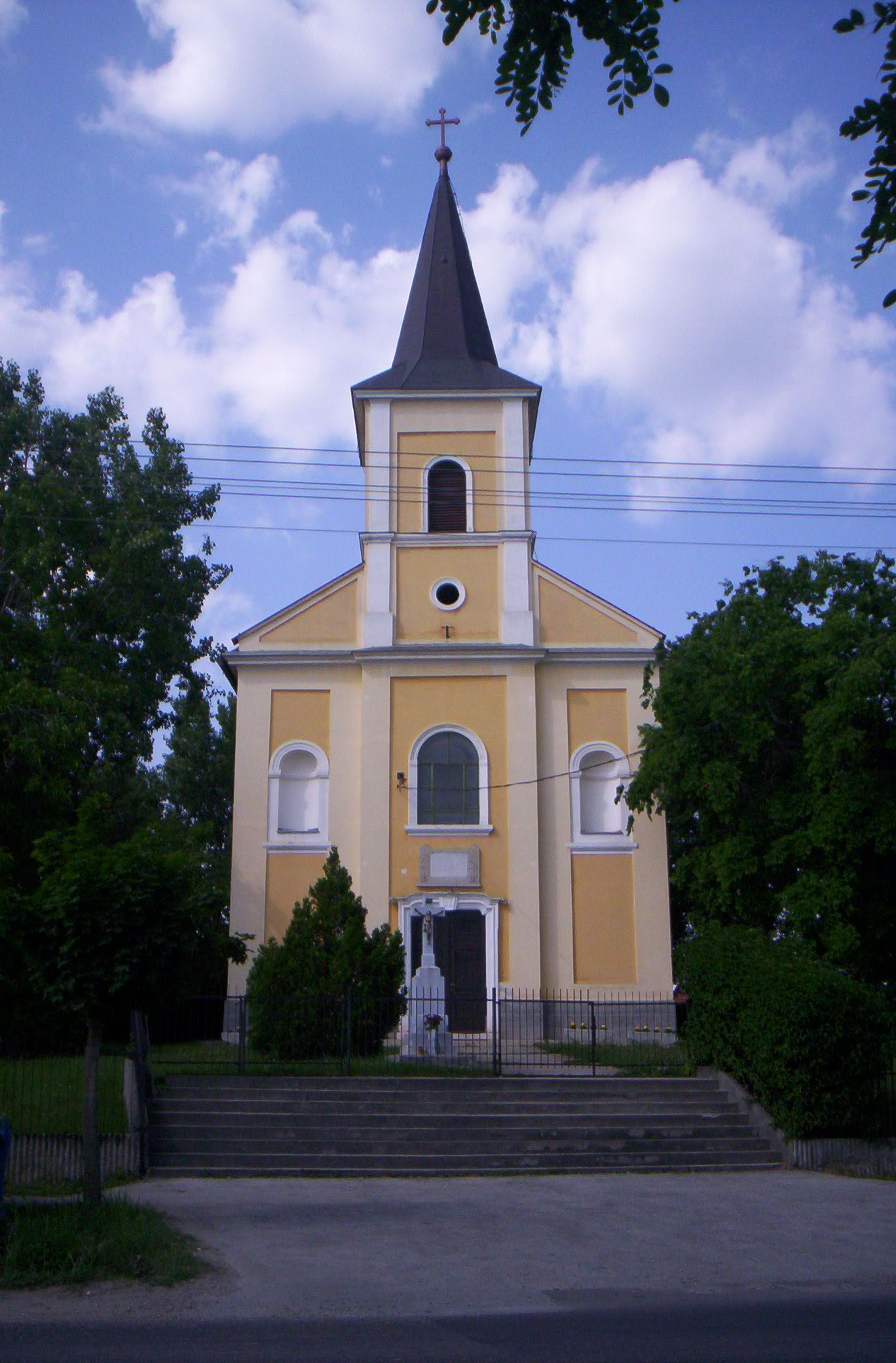
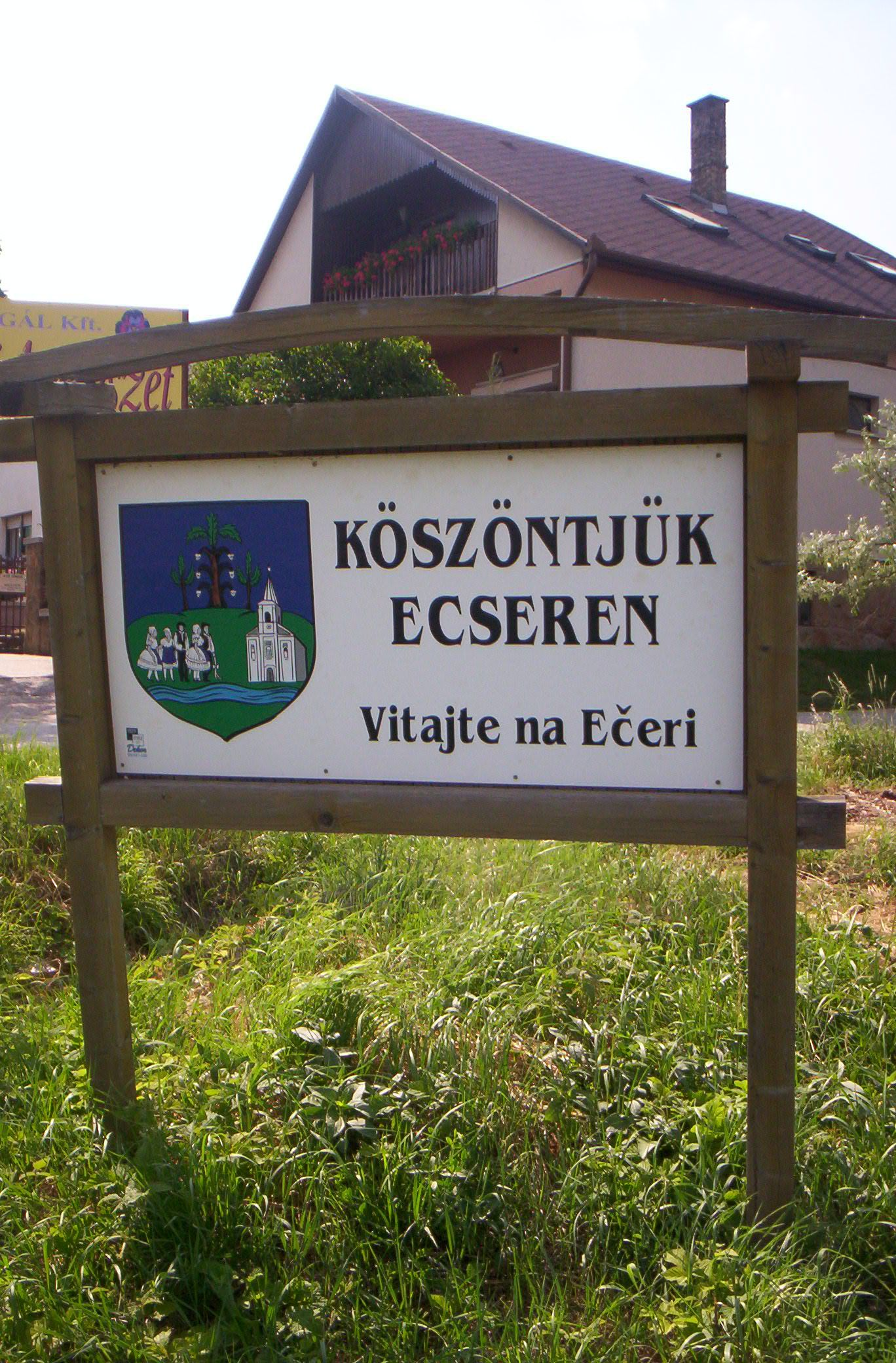
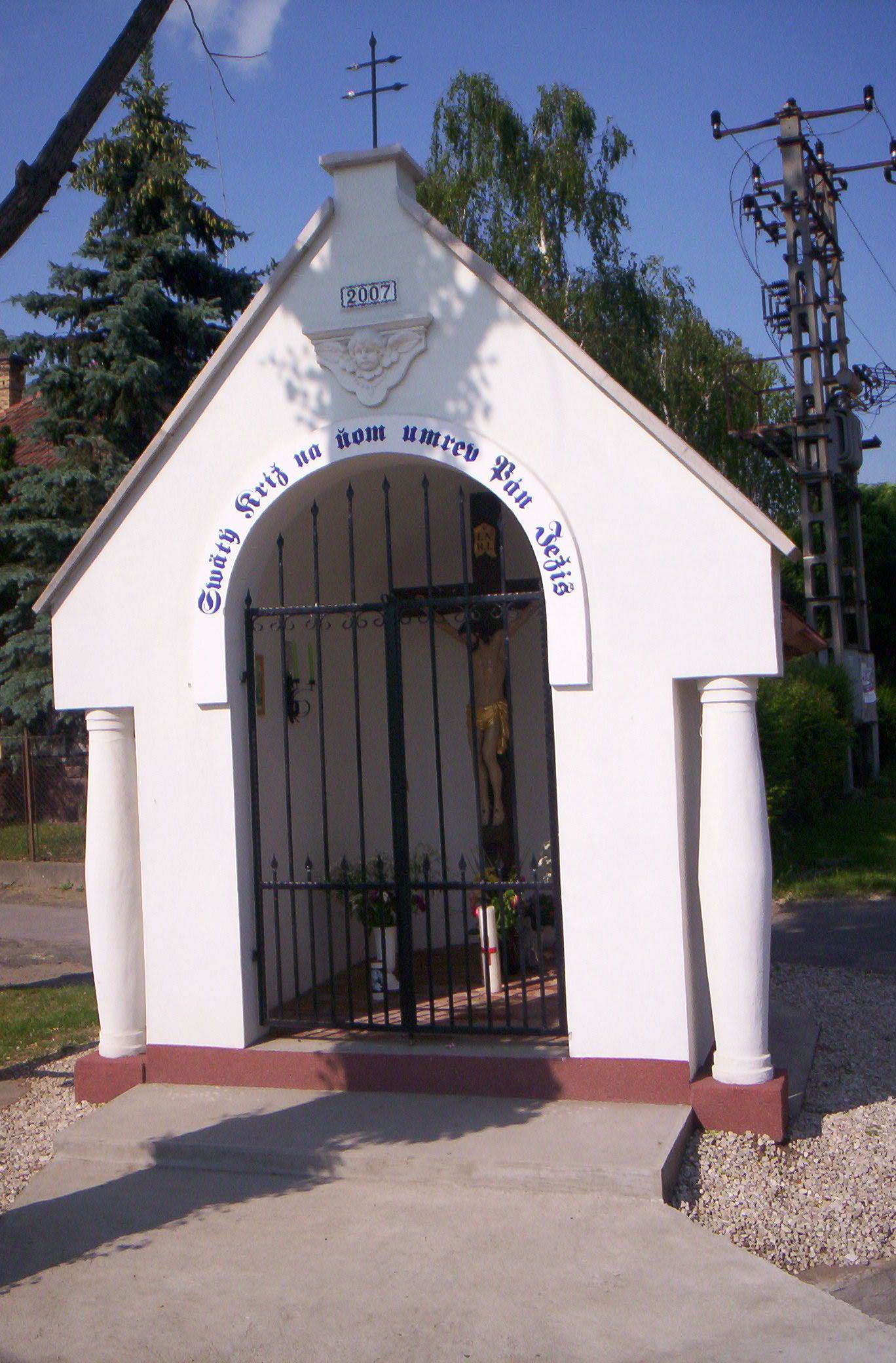
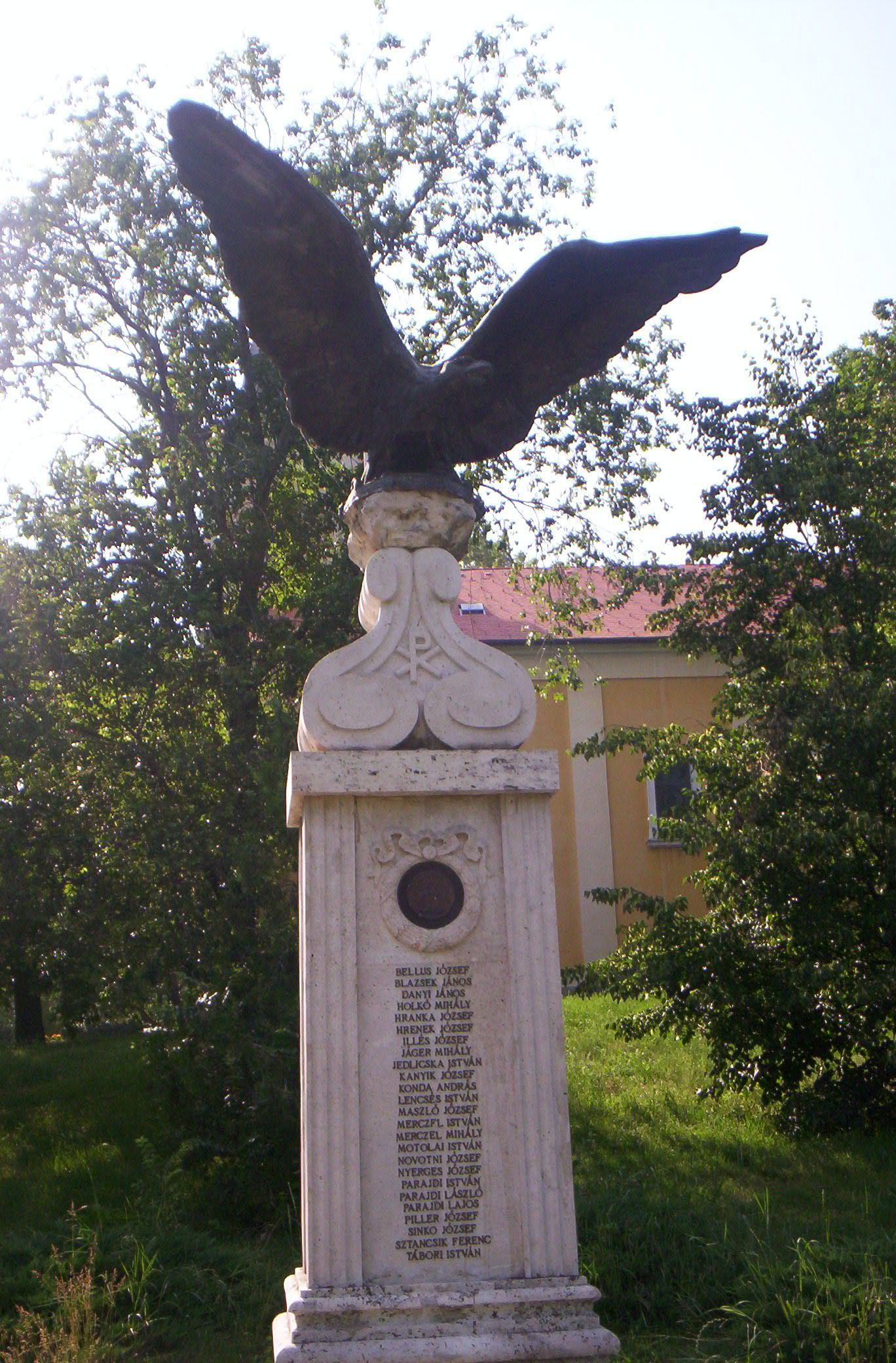
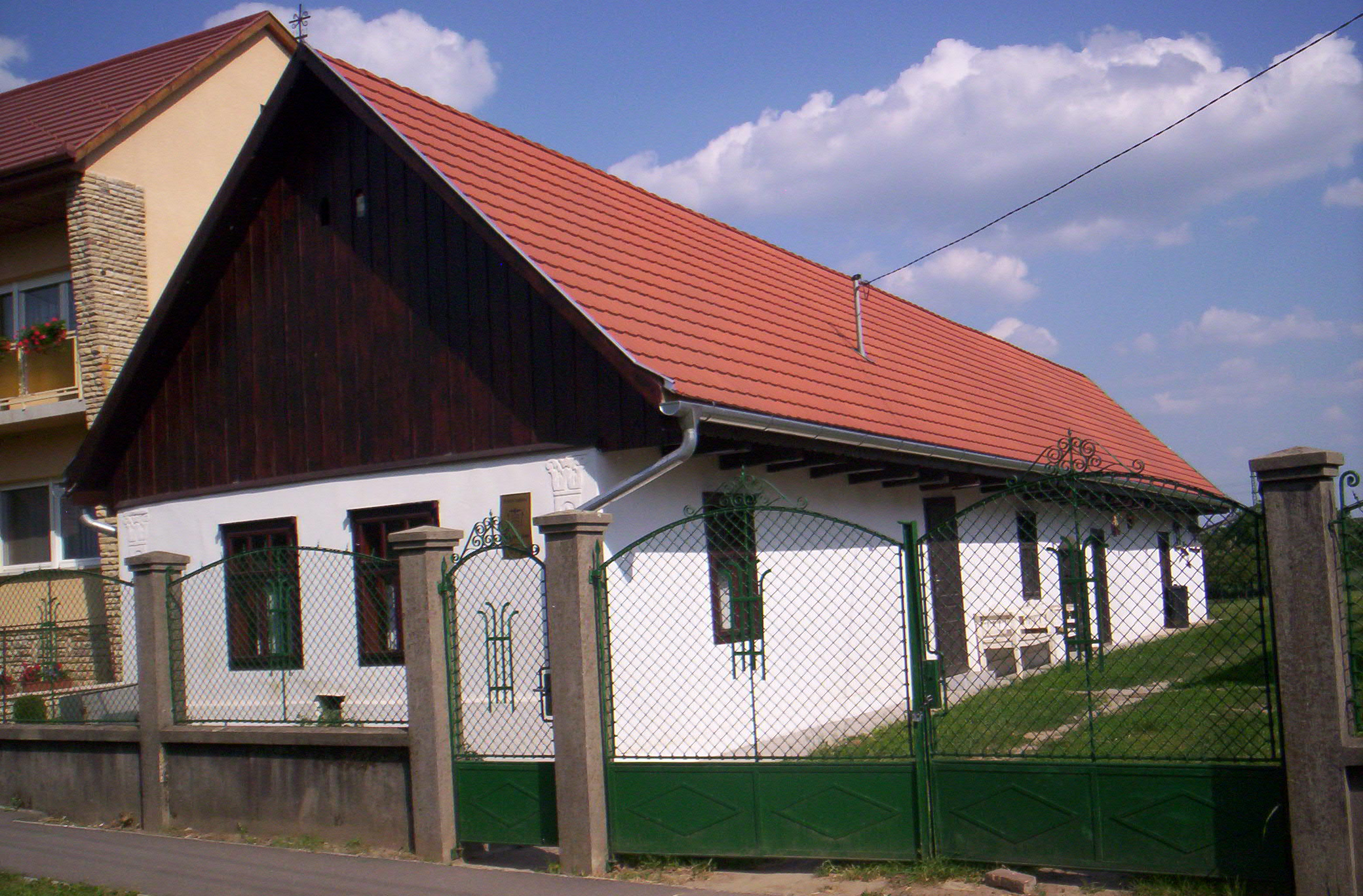
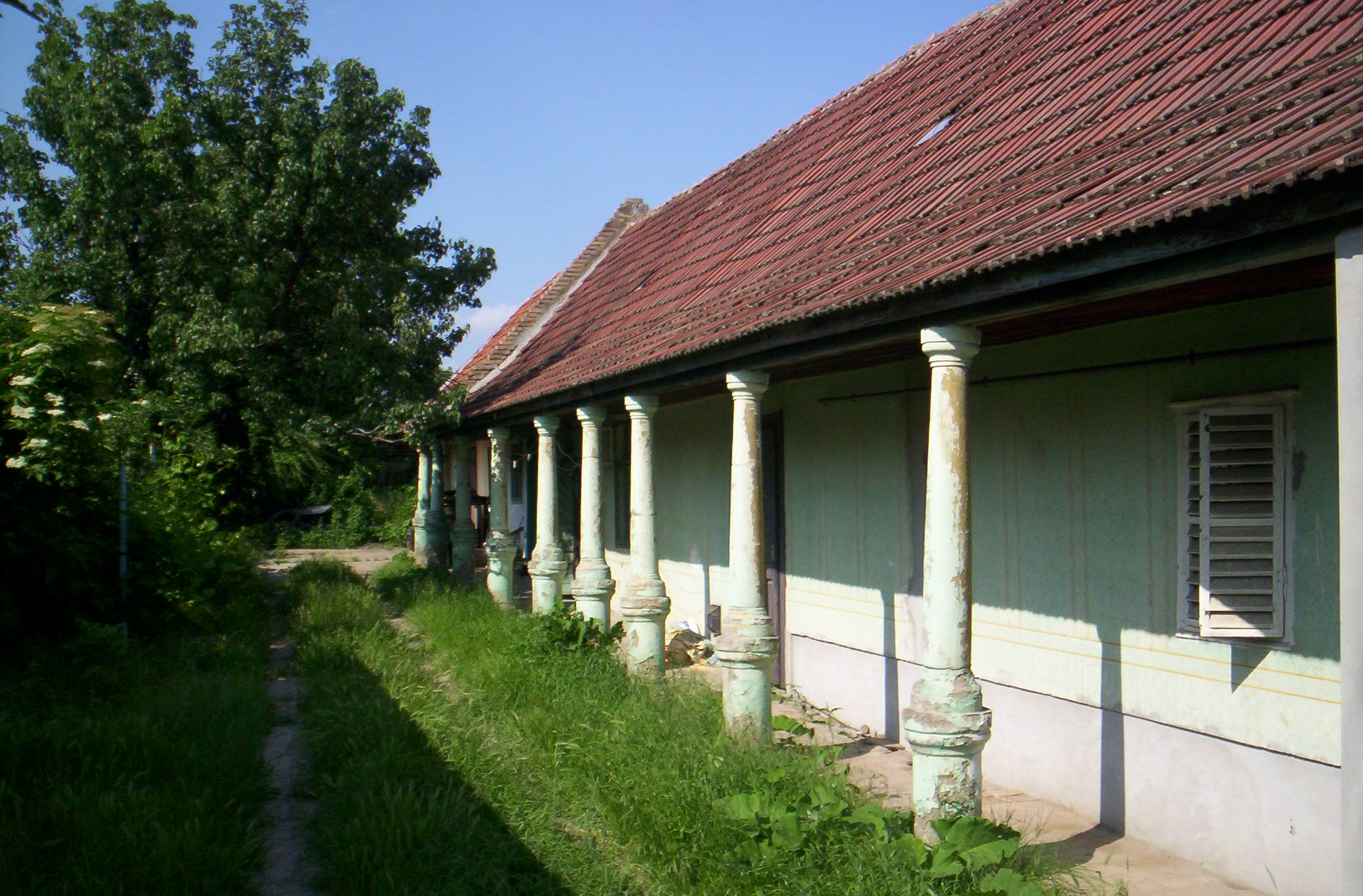
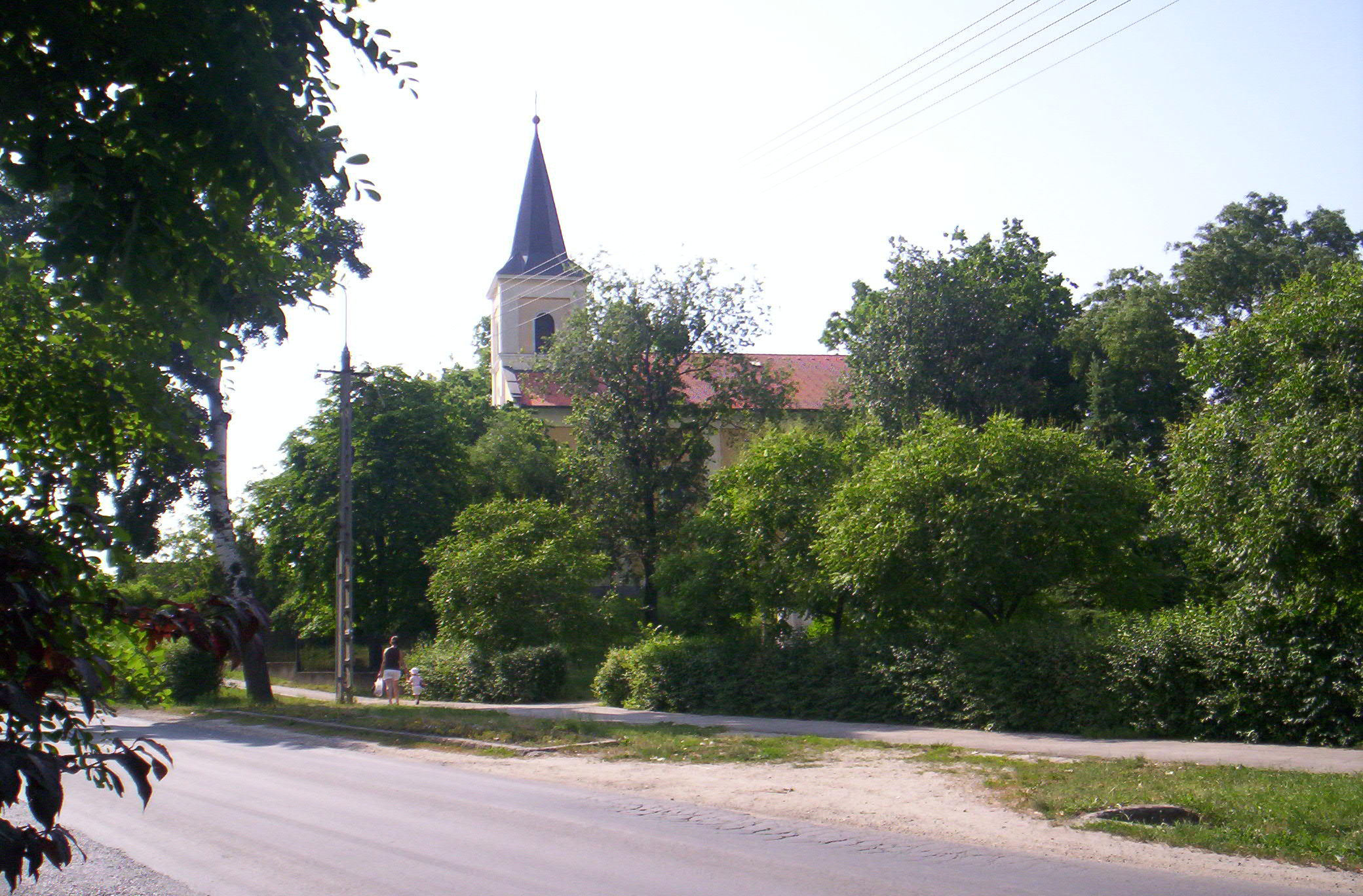
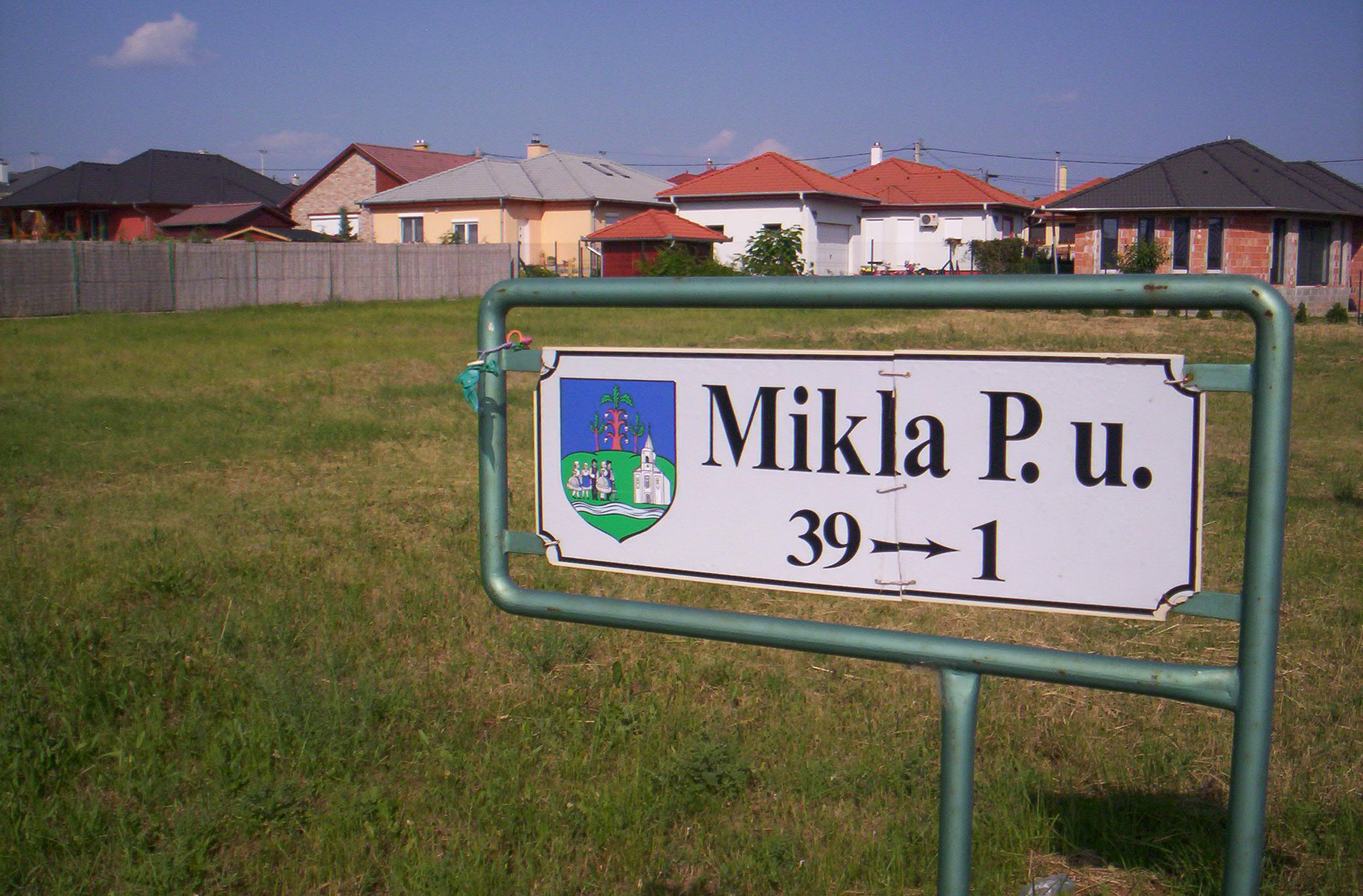
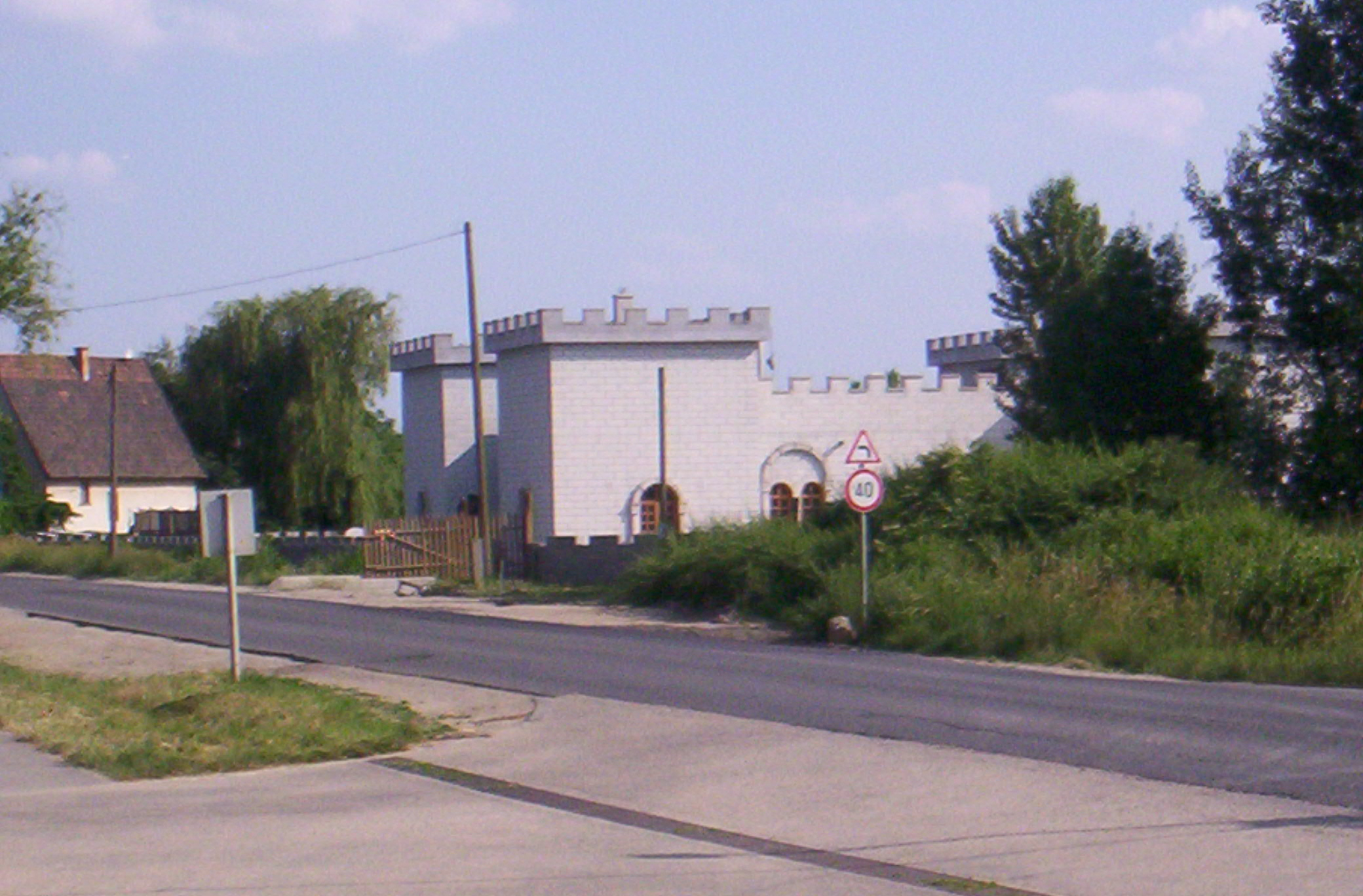
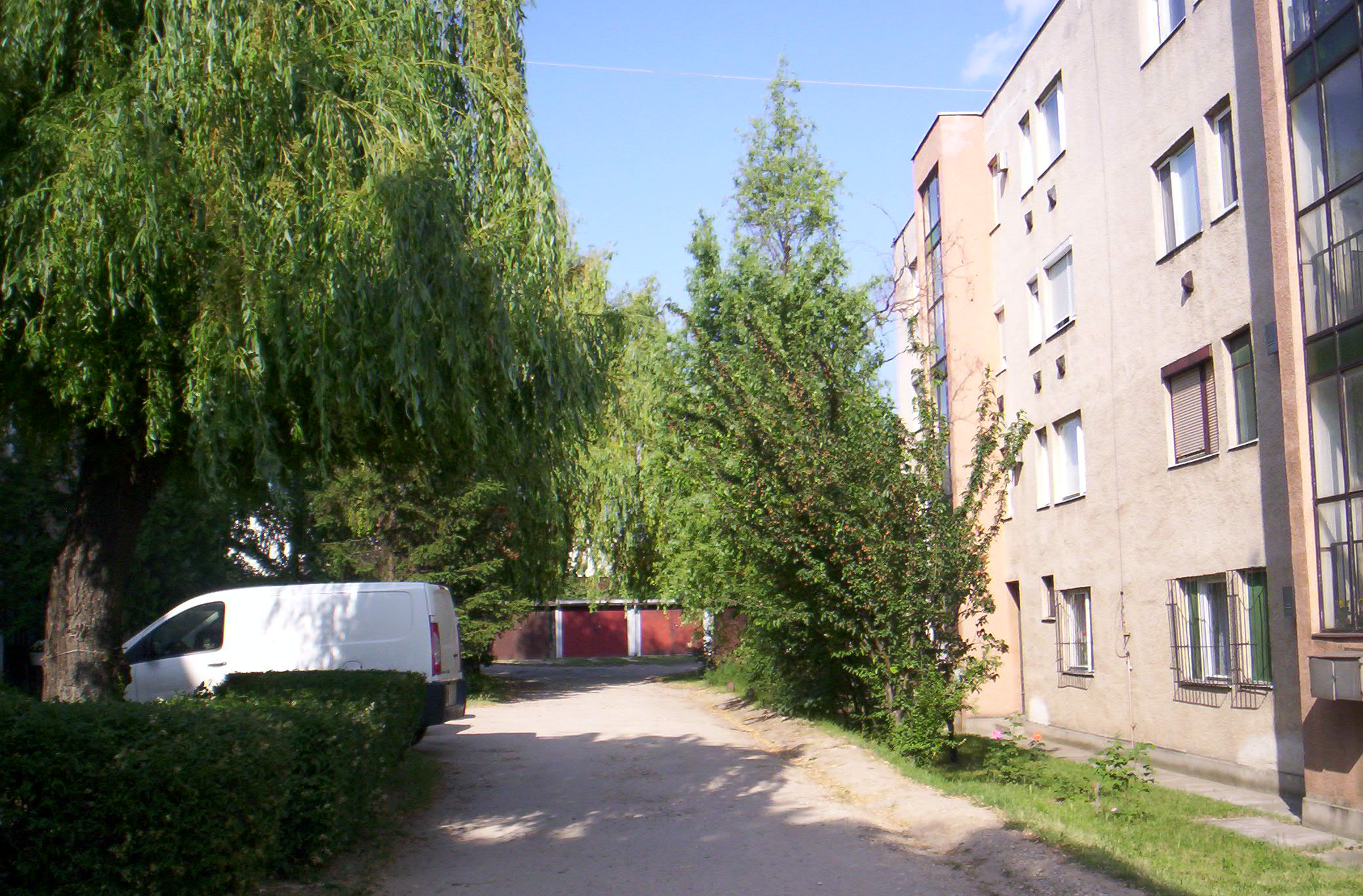
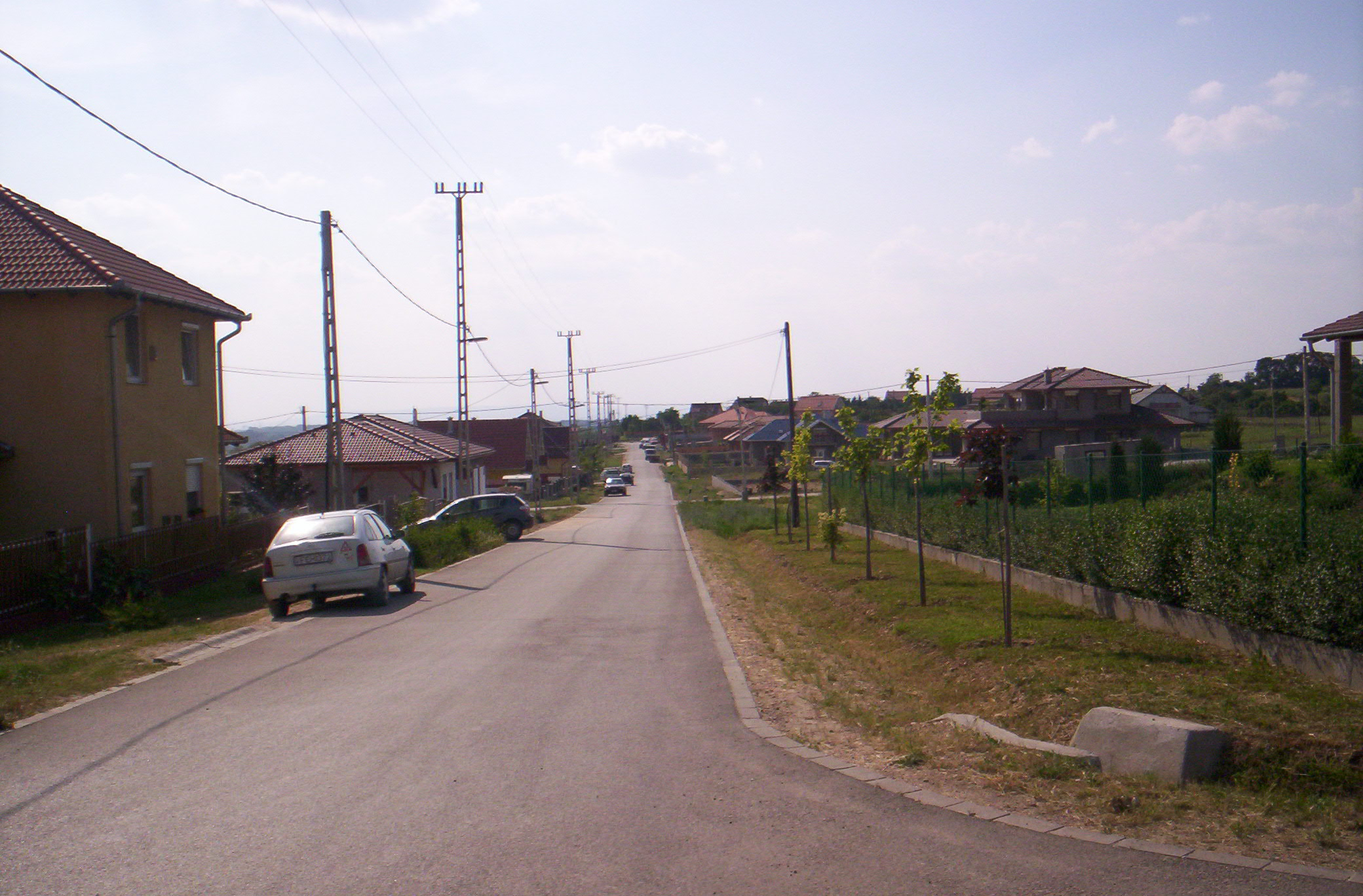
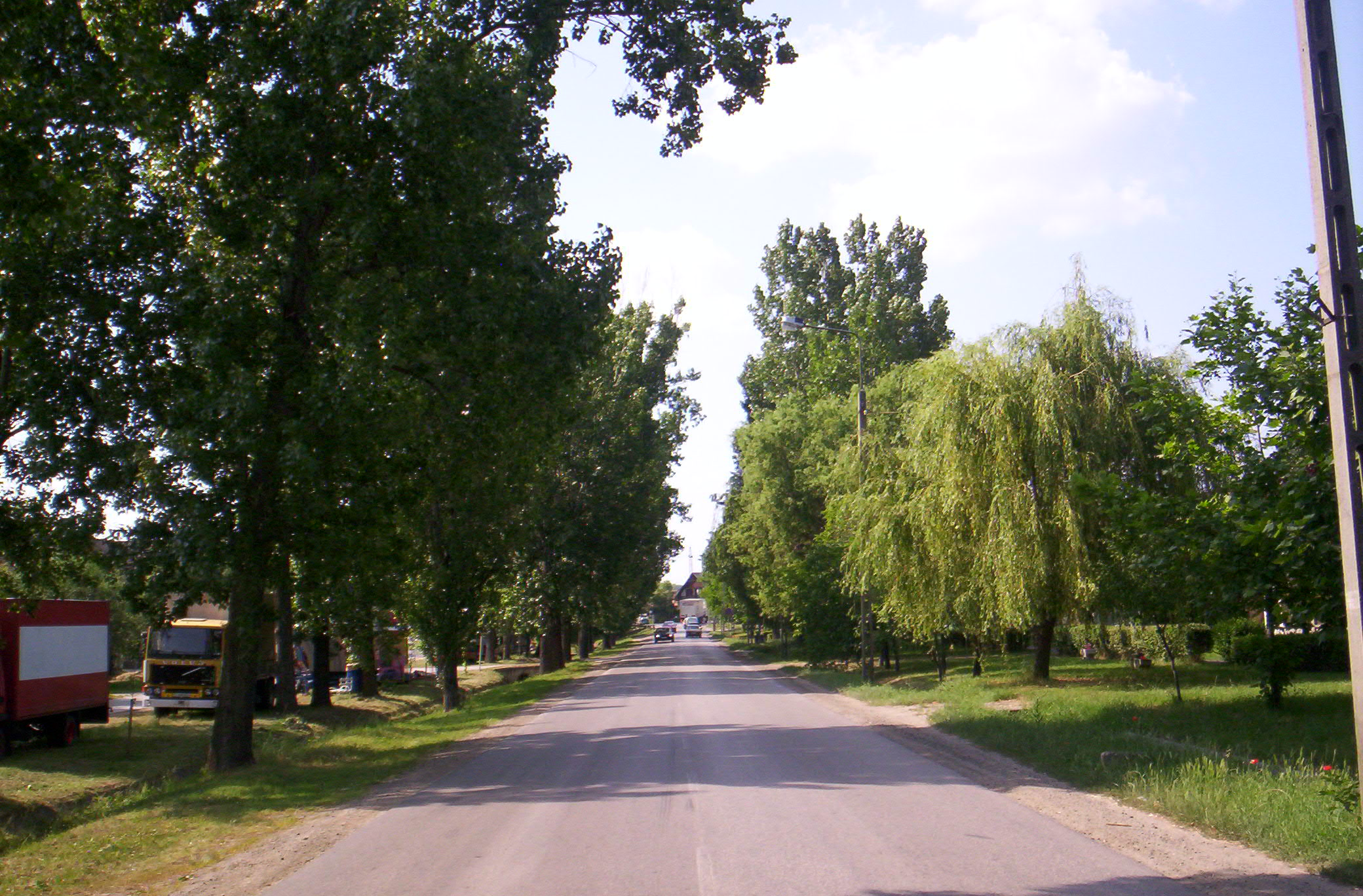

## روستاهای خواهرخوانده
- اسلاته کلاسی -  اسلواکی
- کومباغ - ترکیه -  ترکیه